# عفت ماهباز
عفت ماهباز (زادهٔ ۱۳۳۸ در لنگرود) فعال سیاسی و حقوق بشری، فعال حقوق زنان و زندانی سیاسی سابق ایرانی است. او از زندانیان سیاسی دههٔ ۶۰ و جان‌به‌در بردگان اعدام دسته‌جمعی زندانیان عقیدتی سیاسی ایران در تابستان ۱۳۶۷ است.

## زندگی و فعالیت‌ها
عفت ماهباز که زادهٔ سال ۱۳۳۸ در شهر لنگرود است، تحت تأثیر سازمان چریک‌های فدایی خلق ایران در دهه ۱۳۵۰، و پس انقلاب ۱۳۵۷ در تهران به یکی از تشکل‌های دانشجویی این سازمان به نام «پیشگام» می‌پیوندد. او در این تشکل دانشجویی، با همسر خود، شاهپور اسکندری آشنا می‌شود و پس از مدتی با یکدیگر ازدواج می‌کنند. پس از انشعاب سازمان چریک‌های فدایی خلق در تیرماه ۱۳۵۹، او و همسرش به به شاخه اکثریت این سازمان می‌پیوندند. عفت ماهباز و شاهپور اسکندری در نوروز ۱۳۶۳ در یکی از خیابان‌های تهران توسط پاسداران جمهوری اسلامی دستگیر و به زندان اوین منتقل می‌شوند.

## زندان و دههٔ ۶۰
طبق داده‌های بنیاد عبدالرحمان برومند، برادر عفت ماهباز، علی ماهباز، که از اعضای سازمان فداییان خلق (اکثریت) بوده است، در آذر ماه ۱۳۶۰ در زندان اوین تهران به اتهام «گفتار یا پندار ضدانقلابی» اعدام و پیکر وی در گورستان خاوران به خاک سپرده می‌شود. عفت ماهباز و همسرش شاپور اسکندری در تاریخ ۲ فروردین ۱۳۶۳ دستگیر می‌شوند. عفت ماهباز ۷ سال را زندان به همراه شکنجه گذرانده است. بعدتر در تابستان ۱۳۶۷ اعلام می‌شود که همسرش علیرضا اسکندری، در جریان اعدام دسته‌جمعی زندانیان عقیدتی سیاسی ایران در تابستان ۱۳۶۷ اعدام شده و در گورستان خاوران دفن شده است.

### شکنجه‌ها در زندان
عفت ماهباز که در طول مدت بازداشت خود در زندان اوین تحت شکنجه قرار داشته است، دربارهٔ شرایط زندان گفت: «شلاق می‌زدند که نماز بخوانیم؛ شکنجه می‌کردند تا انسان را از انسانیت‌اش به‌درآورند، می‌خواستند بشوی «میمون لاجوردی»... می‌خواستند انسان نباشی.» او همچنین در نامه‌ای که برای همسر ابراهیم رئیسی نوشته بود اذعان داشت: «به عنوان یک فرد که در دادگاهی چند دقیقه محاکمه شدم به جرم نخواندن نماز روزها و ساعت‌ها شکنجه شدم و امروز پس گذشت سال‌ها، هنوز صدای اذان و نوحه آهنگران تنم را به رعشه می‌اندازد یعنی هنوز پس از از گذشت سی سال، اثرات شکنجه باقی مانده است.»

## مهاجرت
عفت ماهباز در مصاحبه‌ای به ایران‌وایر گفت که به‌دلیل شرایط سخت زندگی در ایران، دو سال و نیم پس از آزادی به آلمان مهاجرت کرد.

## نامه به جمیله علم الهدی
در اردیبهشت‌ماه ۱۳۹۶، عفت ماهباز در نامه‌ای به جمیله علم‌الهدی از اعدام دسته‌جمعی زندانیان عقیدتی سیاسی ایران در تابستان ۱۳۶۷ گفت و به او گفت که همسرش سید ابراهیم رئیسی در این کشتار دست داشته است. او در قسمتی از نامهٔ خود به علم‌الهدی نوشته است:
خانم جمیله، به همسرتان ابراهیم رییسی بگویید به عنوان قاتل هزاران‌ها جوان نمی‌تواند رئیس‌جمهور همه مردم ایران بشود او باید بهراسد از روزی که فرزندان و نوادگان این سرزمین بپرسند شما با فرزندان این مرز و بوم چه کرده‌اید؟!
او دربارهٔ انتشار نامهٔ خود گفت که قصدش از این کار اطلاع‌رسانی به مردم ایران درمورد کشتارهای دههٔ ۶۰ توسط نظام جمهوری اسلامی بوده است.

## آثار
«فراموشم مکن» کتابی از عفت ماهباز است در بیستمین سالگرد کشتار زندانیان در تابستان سال ۱۳۸۷ منتشر شد. او در این کتاب خاطرات خود در فاصله سال‌های ۱۳۶۳ تا ۱۳۶۹ در زندان‌های جمهوری اسلامی را شرح داده است. او در آغاز این کتاب از رابطهٔ عاشقانه‌اش با همسرش و مرگ فرزند خردسالش می‌گوید. او همچنین در این کتاب به جزئیات زندگی، روابط زندانیان و چگونگی شرایط زندان‌ها و اعدام می‌پردازد.